# Uthmann und Schmolz

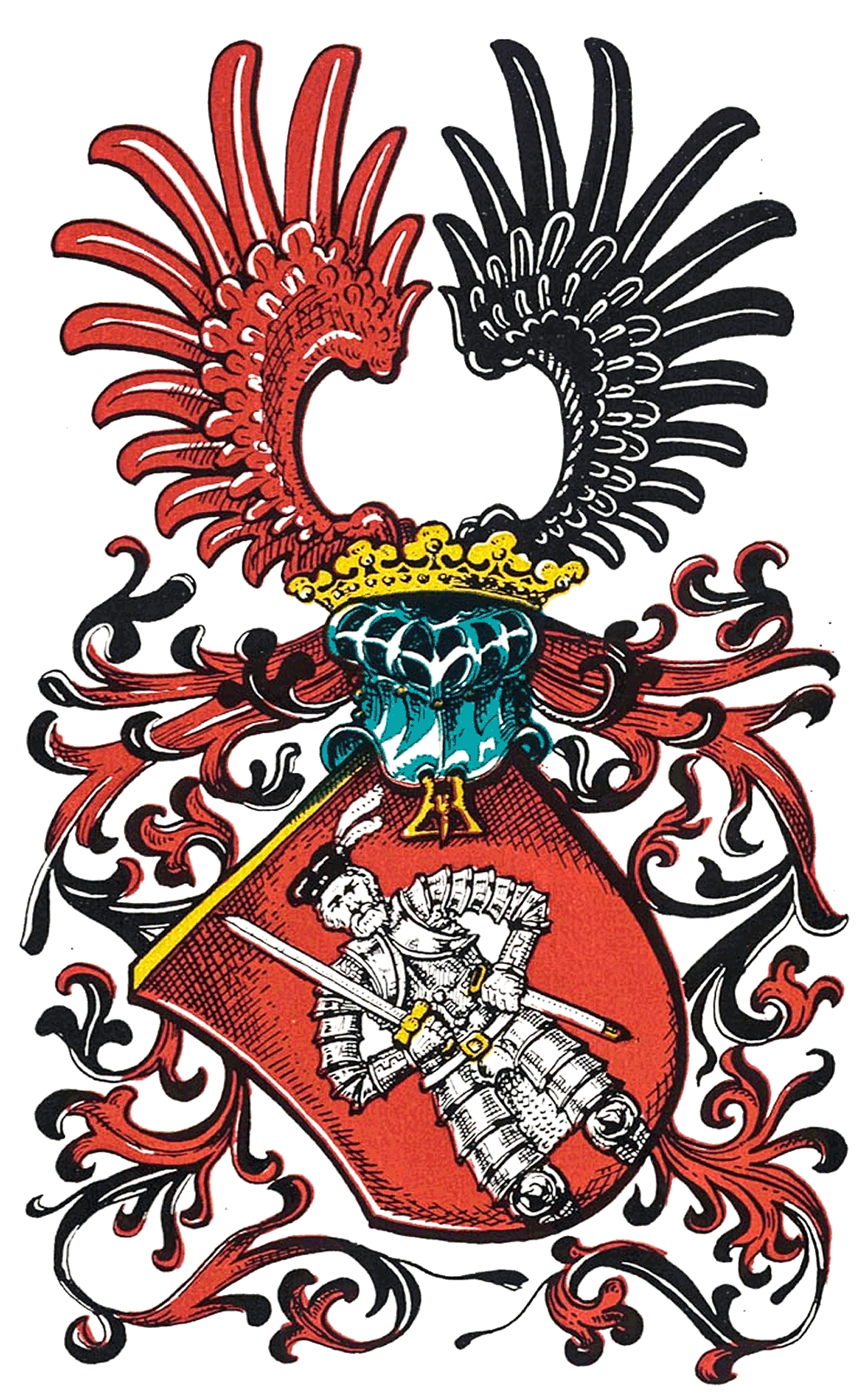
Wappen derer von Uthmann und Schmolz (Rudolf Stein, Der Rat und die Ratsgeschlechter des alten Breslau, 1963)

Die Herren von Uthmann und Schmolz sind ein anfangs aus Löwenberg stammendes Patriziergeschlecht, das sich vom Ausklang des Mittelalters bis heute besonders in Breslau entfaltete. Die Familie pflegte andauernde Kontakte in böhmische Königshaus, teilweise auch zum Kaiser. Seit dem Jahr 1514 nannte sich die Familie, die sich bis dahin nur Uthmann nannte, auch nach ihrem in diesem Jahr erworbenen Gut Schmolz.
Die naheliegende Verwandtschaft zur Familie Uthmann bzw. zu den Linien Uthmann und Rathen und Uthmann und Ransern wurde von Witzendorff-Rehdiger behauptet, aber nicht belegt und ist daher offen.

## Geschichte

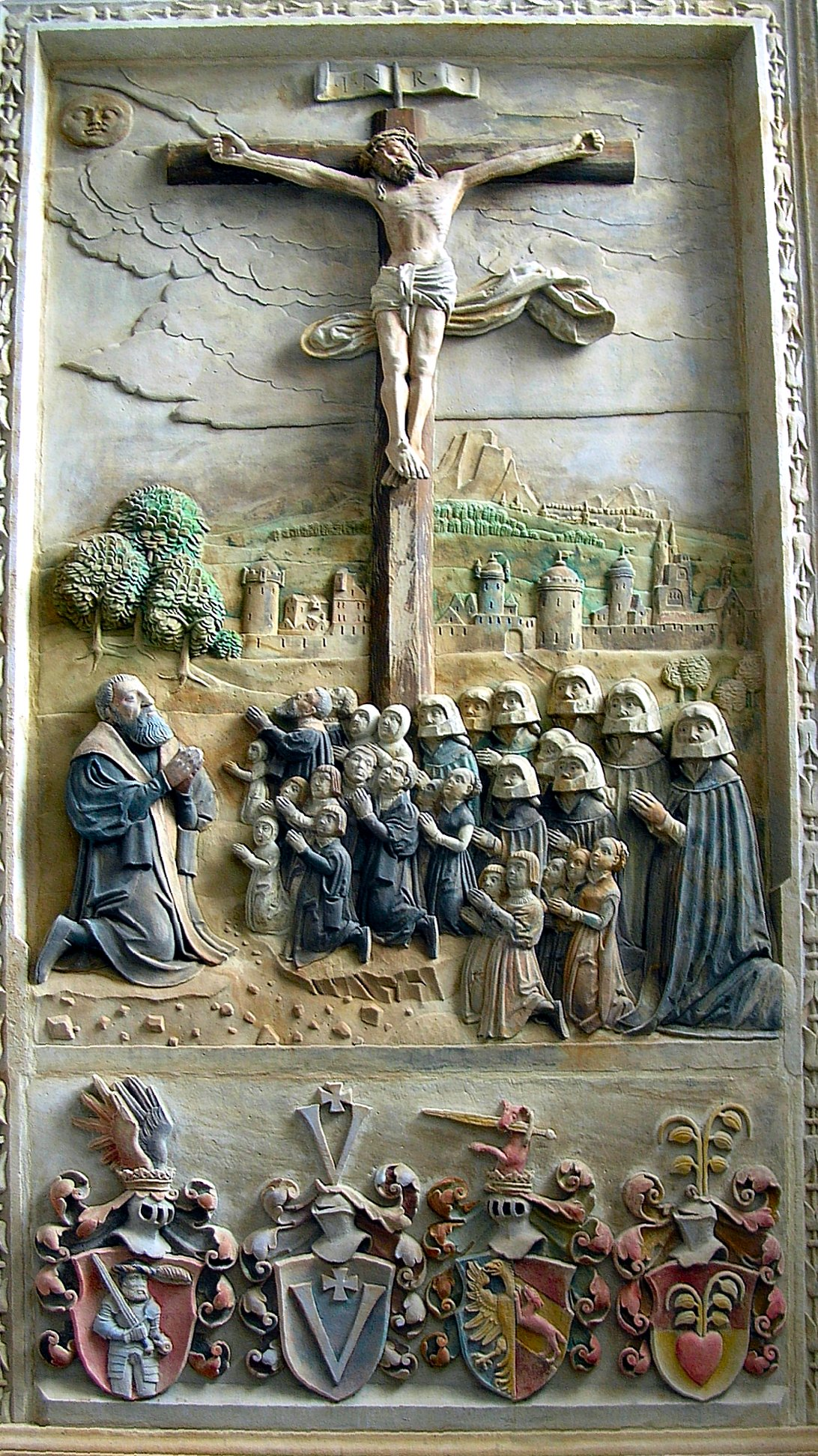
Epitaph für Nikolaus Uthmann (1475–1550) und seine Familie

Die Stammlinie beginnt bei dem Löwenberger Bürgermeister Georg Uthmann († zwischen 1430 und 1441). Auf ihn folgt sein wahrscheinlicher Sohn Kaspar Uthmann († 1479 in Löwenberg) im Löwenberger Rat. ⚭ Margarethe Schleusser. Aus Kaspars Ehe entstammten sechs Kinder
- Georg Uthmann 
  - Kaspar Uthmann 
    - Barbara; ⚭¹ Peter von der Heyde; ⚭² Johann Kluge
    - Katharina, Nonne im Kloster Liebenthal
    - Anna; ⚭ Nikolaus Schroleck
    - Hedwig; ⚭ Jakob Ludwigsdorf
    - Lambertus (* zwischen 1445 und 1450 in Löwenberg), ließ sich zur Zeit König Louis XI. in Paris nieder; ⚭ Jaqueline, Pariser Bürgerstochter
      - Johann d’Hottmann, als reicher Mann habe er dem König in dessen Gefangenschaft viel Geld geliehen
      - Lambertus, Prior
      - Petrus Hottomannus, Ratsherr in Paris; ⚭ Paula Mariae Vedesti
        - Franciscus Hotomanus

    - Nikolaus der Ältere (* 1442 in Löwenberg; † 16. März 1507 in Görlitz), Tuchhändler, Bürgermeister in Löwenberg (1482); ⚭¹ Barbara Grundmann; ⚭² Barbara von Talkenberg.
      - Margarethe, Nonne im Kloster Liebenthal
      - Barbara († 1524); ⚭ Balthasar von der Heyde
      - Anna († 1536); ⚭ Andreas Joppener genannt Spiegeler
      - Kaspar († 1524); ⚭ Magdalena Wüstenhube
      - Andreas (* 1478; † 17. März 1508 in Breslau); ⚭ Anna Ehmen
        - Christoph (* 16. September 1507 in Löwenberg; † 11. September 1553 in Annaberg, Sachsen), Bergmann in Annaberg und Marienberg; ⚭ Barbara von Elterlein, diemutmaßlich größte Förderin des Klöppelns. Im Jahr 1939 wurden den Eheleuten 64 Nachkommen außerhalb Breslaus nachgewiesen.

      - Sebastian († 1563 oder 1564) Kaufmann in Breslau, als der böhmische König Ferdinand in Breslau zur Huldigung einzog, wurde ihm zu Ehren ein Turnier auf freiem Feld zwischen Sebastian Uthmann und Hans Bockwitz abgehalten. Darauf schlug der König beide zum Ritter und beschenkte die mit einem goldenen Ring und einem Stück Samt; ⚭¹ Katharina von Bank, Tochter Hans des Jüngeren von Bank; ⚭² Barbara Boner von Landau
        - Anna ⚭ Hans Tropfler
        - Tobias († 14. August 1481); ⚭ Eva von Hörnig. Führte 1564 zusammen mit dem verschwägerten Hans von Koessler ein Turnier in Breslau aus.
          - Sebastian (* 1570; † 17. September 1598)
          - Anna (* 6. September 1579; † 13. Dezember 1597)
          - Maria; ⚭ Johann Baptist Müller von Malkwitz
          - Christoph (* 10. November 1577; † 13. November 1599 in Krakau)
          - Magdalena; ⚭ David Krautvogel

        - Esther († 20. oder 30. April 1589); ⚭ Niklas von Schebitz
        - Regina (* 1534; † 4. Dezember 1605); ⚭ Hans Morgenroth
        - Klara (4. Oktober 1618); ⚭ Andreas Jonert
        - Helene; ⚭ Sebastian Pfister genannt Steyren
        - Ursula; ⚭ Hans Nunhart
        - Martha (* 1547; † 28. Dezember 1599); ⚭ Stephan Heuss

      - Nikolaus der Jüngere (* 1475; † 1550)

Nachkommen des Bergmanns Christoph Uthmann
- Christoph Uthmann (* 1507; † 1553)
  - Jakob († 1604 in Buchholz bei Annaberg); ⚭ Katharina unbekannten Nachnamens 1553
    - Hieronymus (getauft am 31. Januar 1579 in Annaburg), Stuterei-Verwalter in Merieburg
      - Hans George (* 1611; begraben am 1. April 1681 in Kalkreuth), kurfürstlich-sächsischer Stuterei-Verwalter; ⚭ Lucretia Leonhard Merieburg
        - Hans Christian (* 1646; † 15. November 1707 in Würtzen, Fürstentum Oels); ⚭ Barbara Elisabeth von Woyrich
          - Hans Adolf (* 1. Mai 1702 in Würtzen; † 16. November 1750 in Braslawitz, Kreis Militsch); ⚭¹ Johanna von Fehrenteil und Gruppenberg; ⚭² Juliane Elisabeth von Kessel und Tscheutsch
            - Hans Friedrich (* 5. März 1749 in Breslawitz; † 13. November 1804 in Ober-Maliau, Kreis Trebnitz), königlich preußischer Leutnant; ⚭ Johanna Friederike Sophie von Fehrenteil und Gruppenberg

Nachkommen des königlich preußischen Leutnants Hans Friedrich
- Hans Friedrich (* 1749; † 1804)
  - Christian Friedrich Adolf (* 31. März 1779 in Ober-Maliau; † 28. Januar 1806 in Breslau), königlich preußischer Assessor bei der Oberamtsregierung in Breslau
  - Caroline Eleonore Friederike (* 4. April 1781 in Ober-Maliau; † 26. Juni 1830 in Oels)
  - Sophie Juliane Christiane (* 27. Dezember 1782 in Ober-Maliau; † 26. Februar 1808 in Potsdam); ⚭ Karl Wilhelm Grothe
  - Karl Ernst Heinrich (* 2. August 1784 in Ober-Maliau; † 11. Dezember 1850 ebenda), königlich preußischer Major; ⚭ Wilhelmine Caroline Christiane von Frankenberg und Ludwigsdorf
  - Otto Ludwig Sebastian (* 22. März 1793 in Ober-Maliau; † 20. Juli 1793 ebenda)
  - Johanna Friederike Sophie (* 22. März 1793; † 16. November 1818 ebenda)
  - Sylvius Ernst Wilhelm (* 22. Februar 1786 in Ober-Maliau; † 27. Juli 1858 in Breslau), königlich preußischer Hauptmann; ⚭ Henriette Ernestine Karoline Hauser
    - Karl Ernst Friedrich Maximilian (* 23. Januar 1827 in Ober-Maliau; † 28. April 1828 in Langenau)
    - Viktor Rudolf Erdmann (* 26. Januar 1829 in Langenau); königlich preußischer Verwaltungsgerichtsdirektor; ⚭ Thekla Marie Friederike Philippine
      - Viktor Karl Ernst Rudolf Adalbert Erdmann (* 1. Oktober 1863 in Breslau), königlich preußischer Regierungsassessor in Stettin
      - Elisabeth Ernestine Klara Louise Jolie Eva (* 4. September 1864 in Breslau)
      - Margarethe Stephanie Anna Rudolfine Thekla Eva (* 17. April 1866 in Breslau)

    - Georg Friedrich Heinrich (* 23. August 1830 in Langenau; † 20. Mai 1831 ebenda)
    - Adalbert Gustav Erdmann (* 24. August 1832 in Langenau; † 18. Dezember 1869 in Wohlau), königlich preußischer Hauptmann und Kompaniechef im 4. Posenschen Infanterie-Regiment Nr. 59
    - Kolmar Wilhelm Erdmann (* 28. Mai 1836 in Langenau; † 10. Juli 1866 bei Kissingen), königlich preußischer Premierleutnant im 2. Posenschen Infanterie-Regiment Nr. 19

  - Rudolf Gottlieb (* 28. April 1788 in Ober-Maliau; † 14. Mai 1869 in Schweidnitz), königlich preußischer Oberst; ⚭ Johanne Christine Henriette von Bünau Philippine
    - Erdman Rudolf Heinrich (* 16. Mai 1817 in Bar-le-Duc; † 10. Mai 1819 in Schweidnitz)
    - Johanna Rudolfine Auguste (* 7. April 1820 in Schweidnitz; † 20. November 1871 in Breslau); ⚭ Felix Franz August von Albert.
    - Erdmann Rudolf (* März 1822 in Schweidnitz; † 30. April 1848 bei Miloslaw); königlich preußischer Premierleutnant

  - Franz Erdmann Konrad (* 30. März 1790 in Ober-Maliau; † 26. Januar 1861 in Wiesbaden), königlich preußischer Generalmajor; ⚭ Karoline Adelaide Rabe
    - Johanne Auguste Thekla (* 29. September 1820 in Köln)
    - Gustav Karl Hans (* 21. August 1829 in Minden), königlich preußischer Major, zuletzt im 1. Rheinischen Feldartillerie-Regiment Nr. 8
    - Johanna Auguste Wilhelmine Elisabeth (* 22. November 1838 in Koblenz)
    - Johann Wilhelm Adolf (* 2. Februar 1824 in Schneidlingen; † 9. Januar 1897 in Wiesbaden); königlich preußischer Generalmajor
      - Anna Johanna Klara Adelheid (* 24. September 1854 in Königsberg in Preußen)
      - Hans Friedrich (* 13. Juli 1856 in Königsberg in Preußen), königlich preußischer Hauptmann und Kompaniechef im Grenadier-Regiment „König Friedrich Wilhelm IV.“ (1. Pommersches) Nr. 2; ⚭ Charlotte Freiin d’Orville von Löwenclau
        - Hans Rudolf Viktor Erich Fritz (* 20. August 1887 in Homburg vor der Höhe)
        - Franz Rudolf Ernst Friedrich Hans (* 20. August 1889 in Homburg vor der Höhe)

      - Ernst Hans Karl Erdmann Hermann (* 23. November 1857 in Berlin); königlich preußischer Hauptmann und Kompaniechef im Anhaltischen Infanterie-Regiment Nr. 93
      - Friedrich (* 10. Juni 1862 in Berlin), königlich preußischer Hauptmann und Batteriechef im Feldartillerie-Regiment von Scharnhorst (1. Hannoversches) Nr. 10

    - Hans Friedrich Karl Maximilian (* 15. Juni 1822 in Minden; † 10. Juni 1885 in Breslau), Landeshauptmann; ⚭ Klara Hedwig von Kessel und Tscheutsch
      - Hans Friedrich Karl Ferdinand Hermann Maximilian (* 29. November 1853 in Ober-Maliau), königlich preußischer Landrat; ⚭ Anna Louise Karoline Helene Henriette von Baumbach
      - Hedwig Caroline Hildegard (* 27. Oktober 1855 in Ober-Maliau); ⚭ Ludwig Georg von Wedemayer
      - Hans Friedrich Paul (* 17. April 1857 in Ober-Maliau); königlich preußischer Hauptmann und Kompaniechef im Kaiser Alexander Garde-Grenadier-Regiment Nr. 1; ⚭ Brunhild Hedwig Margarethe Freiin von Meerhaimb
        - Bruno Max Viktor Ferdinand (* 17. April 1891 in Berlin)
        - Klara Brunhild Helene (* 10. Juni 1894 in Berlin)
        - Hans Friedrich Ferdinand Viktor (* 12. Juni 1896 in Berlin)

      - Karl Erdmann (* 1. August 1858 in Ober-Maliau), königlich preußischer Hauptmann und Kompaniechef im Kaiser Alexander Garde-Grenadier-Regiment Nr. 1.
      - Leonore Elisabeth (* 19. März 1861 in Ober-Maliau)
      - Tochter (*/† 19. März 1861 in Ober-Maliau)
      - Helene Hedwig (* 6. Mai 1864 in Ober-Maliau)

Nachkommenschaft Nikolaus Uthmann des Jüngeren
Der am 29. Dezember 1475 in Löwenberg geborene Nikolaus Uthmann der Jüngere erhielt 1494 das Bürgerrecht von Breslau, wo er sich erfolgreich als Tuchhändler etablierte. Neben weiteren Landgütern erwarb er 1514 Groß- und Klein-Schmolz, welches den Beinamen Schmolz begründete. Im Jahr 1514 wurde er außerdem Ratsherr und blieb es bis zu seinem Tod. Im Jahr 1545 ließ er sein beeindruckendes Sandsteinepitaph für die Breslauer Elisabethkirche anfertigen, das ihn mit seinen drei Ehefrauen und 24 Kindern darstellt. 1549 und 1550 war er Kellerherr des Schweidnitzer Kellers. Auch war er „Königlicher Mann im Manngericht“ und besaß das Haus Zu den sieben Kurfürsten, wo König Ferdinand bei seinem Besuch in Breslau wohnte. Er starb am 7. April 1550 in Breslau; ⚭¹ Barbara Jentsch; ⚭² Barbara von Sauermann; ⚭³ Margarethe von Hertwig. Aus allen drei Ehen hatte er insgesamt 22 Kinder
- Nikolaus Uthmann der Jüngere
  - aus erster Ehe:
  - Anna; ⚭ Hans Krapf
  - Joachim (* 1500; † 1577 oder 1581); studierte in Leipzig. ⚭ Felicitas Rupprecht
    - Martha (* 1533; † 3. Juli 1597); ⚭ Hieronymus von Braun
    - Magdalena († 18. Juli 1588 in Glatz); ⚭ Martin Belkhöfer
    - Katharina (* 1537; † 28. Oktober 1597); ⚭ George Scholz
    - Maria († 12. Oktober); ⚭ Joachim Gerlach
    - Barbara (* 1557; † 27. Juni 1613); ⚭ Kaspar Schaf
    - Niklas († 1597)

  - Nikolaus (* 6. April 1507; † 14. April 1581); studierte in Leipzig und erwarb nach seiner Rückkehr drei Häuser. Nach seinem Tod wurden ihm zwei Denkmäler errichtet, eine Rundscheibe am Südturm der Maria-Magdalenen-Kirche, das andere in der Elisabethkirche für seine beiden vor ihm verstorbenen Ehefrauen. ⚭¹ Anna Rybisch, Tochter des königlichen Rats Heinrich Rybisch; ⚭² Anna von Kromayer, Tochter des Breslauer Ratsherren und königlichen Mannes Hieronymus Kromayer. Aus beiden Ehen entstammten sieben Kinder.
    - aus erster Ehe:
    - Niklas († 14. April 1585), studierte im Jahr 1558 in Wittenberg
    - Heinrich, studierte wie sein Bruder im Jahr 1558 in Wittenberg
    - Barbara (* 1540; † 23. Oktober 1612); ⚭ Lorenz Jessinsky
    - Maria (* 1541; † 27. März 1573); ⚭ Georg Eben
    - Anna († 1589); ⚭ Konrad Böck von Greissau
    - Daniel (* 1544; † 11. Mai 1589)
    - aus zweiter Ehe:
    - Christine (* 1559; † 14. Mai 1623); ⚭ Matthes Emmerich

  - Christine (* 1511; † 8. März 1587); ⚭ Hans von Koessler
  - Katharina († 1550); ⚭ Hans von Prockendorf
  - aus zweiter Ehe:
  - Gregor (* 1517; † 31. Juli 1577 in Schweinichen); studierte 1536 in Leipzig, zog sich dann auf seine Landgüter, darunter Groß- und Kleinschmolz, zurück; ⚭ Martha von Rehdiger
    - Anna († 1571); ⚭ Andreas Pucher von der Puche
    - Martha († 10. Januar 1589); ⚭¹ Paul von Reichel; ⚭² Gottfried Rybisch
    - Katharina (* 1548; † 8. Februar 1611); ⚭¹ Kaspar von Artzat; ⚭² Jakob von Uthmann und Rathen
    - Gregor (* 16. Juli 1551; † 25. September 1586)
      - Christoph († 1614); ⚭ Elisabeth von Stange
      - Gregor (* 31. März 1582) [laut Quelle: 1682]
        - Siegmund, studierte im Jahr 1618 in Marburg
        - Anna Maria (* 11. März 1621); ⚭ Stenzel von Seidlitz

      - Rosina (* 9. August 1584); ⚭¹ Nikolaus von Stange; ⚭² Hans von Strachwitz

    - Georg (1552; † 14. Februar 1594); ⚭ Anna von Eicke
      - Georg (* 26. September 1629); ⚭ Eva von Rohr
      - Anna Maria († 1642); ⚭ Christoph Wolff von Unchristen

    - Rosina († 12. April 1589); ⚭ David Kober von Kobersberg
    - Helena (* 1556; † 6. November 1591); ⚭ Martin von Willer
    - Jakob († September 1573)
    - Valentin (* 1560; † 25. Januar 1590), studierte im Jahr 1578 in Leipzig; ⚭ Susanne von Hörnig
      - Otto († 1617 in Prag), studierte um 1602 bis 1606 in Marburg, Leipzig und zuletzt in Leiden, seit 1613 kaiserlicher Appellationsgerichtsrat in Prag
      - Hans Heinrich (* 1586; † 13. Januar 1645), studierte in Marburg und in Leipzig und wurde Landhoffrichter im Fürstentum Breslau; ⚭ Magdalene von Heugel

  - Helene († 9. Oktober 1572); ⚭ Sebastian von Willinger
  - Barbara († 1550 oder 1551); ⚭ Balthasar („Balzer“) von Klette
  - Regina ⚭ Peter Beyer
  - Kilian (* 1522; † 23. oder 24. November 1586), königlicher Mann, seit dem Jahr 1551 bis zu seinem Lebensende Ratsherr, zeitweise Bürgermeister, seit 1583 Schöffenpräses; ⚭¹ Barbara von Sauermann; ⚭² Elisabeth Michel
  - Lukas (* 1523; † 30. Mai 1573), Herr auf Neidchen; ⚭¹ Katharina Rybisch; ⚭² Ursula von Willer
    - aus erster Ehe:
    - Friedrich (* 1560; † 7. November 1611), studierte im Jahr 1578 in Wittenberg; ⚭ Eva von Uthmann und Rathen
      - Lukas Friedrich (* 1590; † 6. August 1619) studierte in Frankfurt a. d. O. (1608), Marburg (1610) und Leipzig (1611)

    - Gottfried (* 1562; † 11. September 1625), studierte im Jahr 1578 in Marburg und in Wittenberg, erbte Groß- und Kleinschmolz, ließ im Jahr 1616 im Schlossturm eine Glocke mit Inschrift anbringen und eine Gedächtniskapelle errichten; ⚭ Susanne von Hörnig, Witwe des Valentin Uthmann. Die zwei überlieferten Töchter aus dieser Ehe starben an der Pest.
      - Helene (* 1595; † 19. September 1633); ⚭ Christoph von Janowsk
      - Rosina (* 1598; † 17. September 1633)

    - Katharina; ⚭¹ Kaspar von Prüfer; ⚭² Karl Landeck
    - aus zweiter Ehe:
    - Sigismund (* 1570; † 27. Februar 1605); ⚭ Helene von Nostitz
      - Sigismund († 24. Mai 1625), wurde von Wolff von Schellendorf erstochen. (nach Abgabe von Reichel)
      - Ernst (* 1604; † 30. Dezember 1664); ⚭¹ Anna Maria von Puster; ⚭² Helene von Strachwitz
        - aus erster Ehe:
        - Anna Rosina; ⚭ Christoph von Strachwitz
        - Maria Barbara (* 3. September 1632; † 1699); ⚭ Siegmund von Lenz
        - Karl Siegmund (* 1634; 1668 verschollen)
        - aus zweiter Ehe:
        - Helene Marie (* 7. Oktober 1649; † 23. November 1711); ⚭ Hans Georg von Uthmann und Schmolz
        - Rosine Elisabeth (* 1651; † 5. Dezember 1669); ⚭ Georg Rudolph von Uthmann und Schmolz
        - Barbara Eleonore (* 13. Dezember 1652; † 1. März 1702); ⚭ Ernst Wilhelm von Luck

  - Konrad (* 1525; † 12. Dezember 1588); ⚭ Eva von Sauermann
    - Konrad („Curadus“; 1558; † 12. Oktober 1600); ⚭ Susanne Gutteter
      - Eva († 1613); ⚭ Daniel von Schilling
      - Susanna (* 1587; † 27. April 1637); ⚭ Alexander von Eckh
      - Elisabeth († 27. April 1637); ⚭ Jakob von Wins
      - Katharina († 1620); ⚭ Gottfried von Tommendorf

  - Hedwig; ⚭ Hans von Schebitz
  - Johann († 8. Juni 1579), studierte 1542 in Leipzig, ihm zu Ehren befand sich ein Epitaph in der Elisabethkirche
  - Elisabeth († 1570); ⚭¹ Friedrich von Schebitz; ⚭² Hans von Domnig
  - aus dritter Ehe:
  - Martha (* 1543; † 29. Oktober 1591); ⚭ Heinrich von Kromayer
  - Margarethe († 1. November 1599); ⚭ Adam von Heugel
  - Magdalena († 1563); ⚭ Otto von Hörnig
  - Lucretia (* 1543; † 13. Dezember 1596); ⚭ Isaak Ecker genannt Dressler
  - Markus († 6. September 1582); studierte 1553 in Wittenberg und 1557 in Leipzig; ⚭¹ Margarethe von Schilling; ⚭² Barbara Gfug von Fellendorf.
  - Matthäus († 29. April 1583); ⚭ Justina Lindner

## Persönlichkeiten
- Bruno von Uthmann (1891–1978), deutscher Generalleutnant und Militärattaché in Stockholm, Oslo, Kopenhagen
- Erdmann von Uthmann (1790–1861), preußischer Generalmajor
- Franciscus Hotomanus (1524–1590), französischer Rechtsgelehrter, calvinistischer Monarchomach, Theologe und Philologe des 16. Jahrhunderts
- Johann von Uthmann (1824–1897), preußischer Generalmajor
- Max von Uthmann (1853–1916), deutscher Verwaltungsbeamter
- Paul von Uthmann (1857–1918), preußischer Generalleutnant
- Christoph Uthmann (1507–1553), Unternehmer im Erzgebirge

## Wappen
Das Wappen der Uthmann und Schmolz zeigt in Rot einen oberhalben, geharnischten Mann, mit einem schwarzen, mit einer silbernen Feder besteckten Hut, in der Rechten ein Schwert, in der Linken die Schwertscheide haltend. Auf dem Helm mit schwarz-roten Decken ein rechts roter, links schwarzer offener Flug.

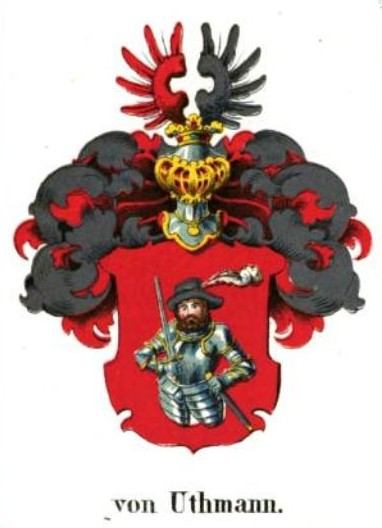
Stammwappen der Uthmann und Schmolz (Leonhard Dorst, Schlesisches Wappenbuch, 1842)
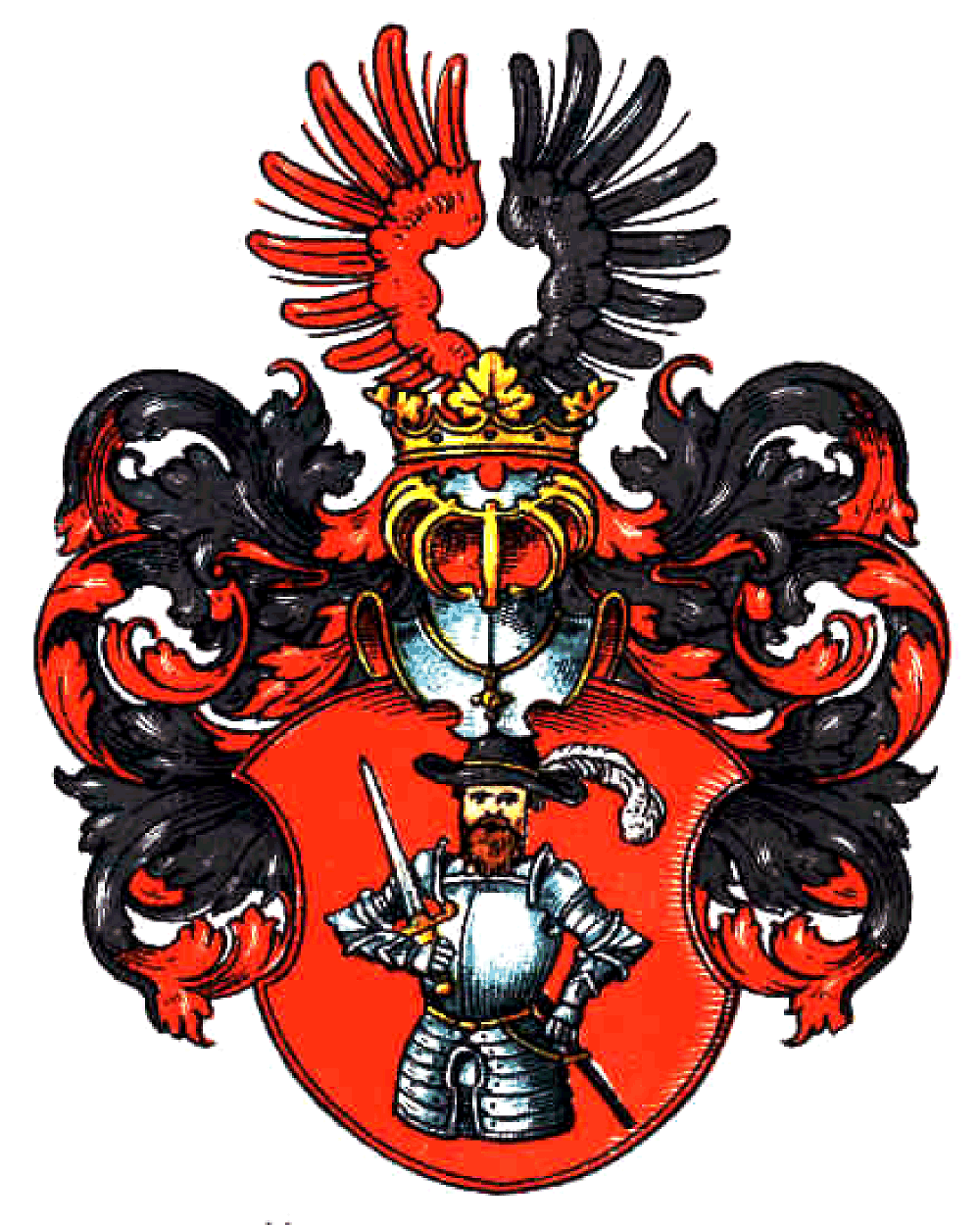
Wappen derer von Uthmann und Schmolz (Alfred Freiherr von Krane, Wappen- und Handbuchs des landgesessenen Adels in Schlesien, 1901)